# Шихтмейстер
Шихтме́йстер (нем. schachtmeister) — младший горный чин в Российской империи, а также должность сменного мастера на казённых горных заводах XVIII—XIX веков. Буквальный перевод с немецкого звучит как «составитель шихты».
Согласно горной Табели о рангах 1722 года чин младшего шихтмейстера (XIII класс) соответствовал званию армейского подпоручика или провинциального секретаря на гражданской службе, старшего шихтмейстера (XIV класс) — армейскому прапорщику. В 1734 году Горная администрация выделила только чин шихтмейстера XIV класса, соответствовавший армейскому прапорщику, а также чин унтер-шихтмейстера (подпрапорщика). На горных заводах шихтмейстер выполнял функции сменного мастера, подчиняясь берг-мейстеру.
Г. В. де Геннин в «Описании Уральских и Сибирских заводов» 1735 года описывал основные функции шихтмейстера на основе опыта немецких горняков и металлургов. По мнению де Геннина, шихтмейстер несёт полную ответственность за вверенное ему производство вплоть до уплаты штрафов за недоимки в счёт собственного жалования, обеспечивая деятельность подчинённых. Ежедневно шихтмейстер должен лично осматривать горные выработки и следить за пополнением запасов сырья и инструмента, а также вести казну предприятия и составлять отчёты для бергамта. Отсутствие шихтмейстера на службе должно было согласовываться с берг-мейстером.
В 1843 году присвоение чина шихтмейстера было прекращено.